# Zorro, la maschera della vendetta
Zorro, La maschera della vendetta (El Zorro de Monterrey) è un film del 1971, diretto da José Luis Merino.